# Świnia Skała

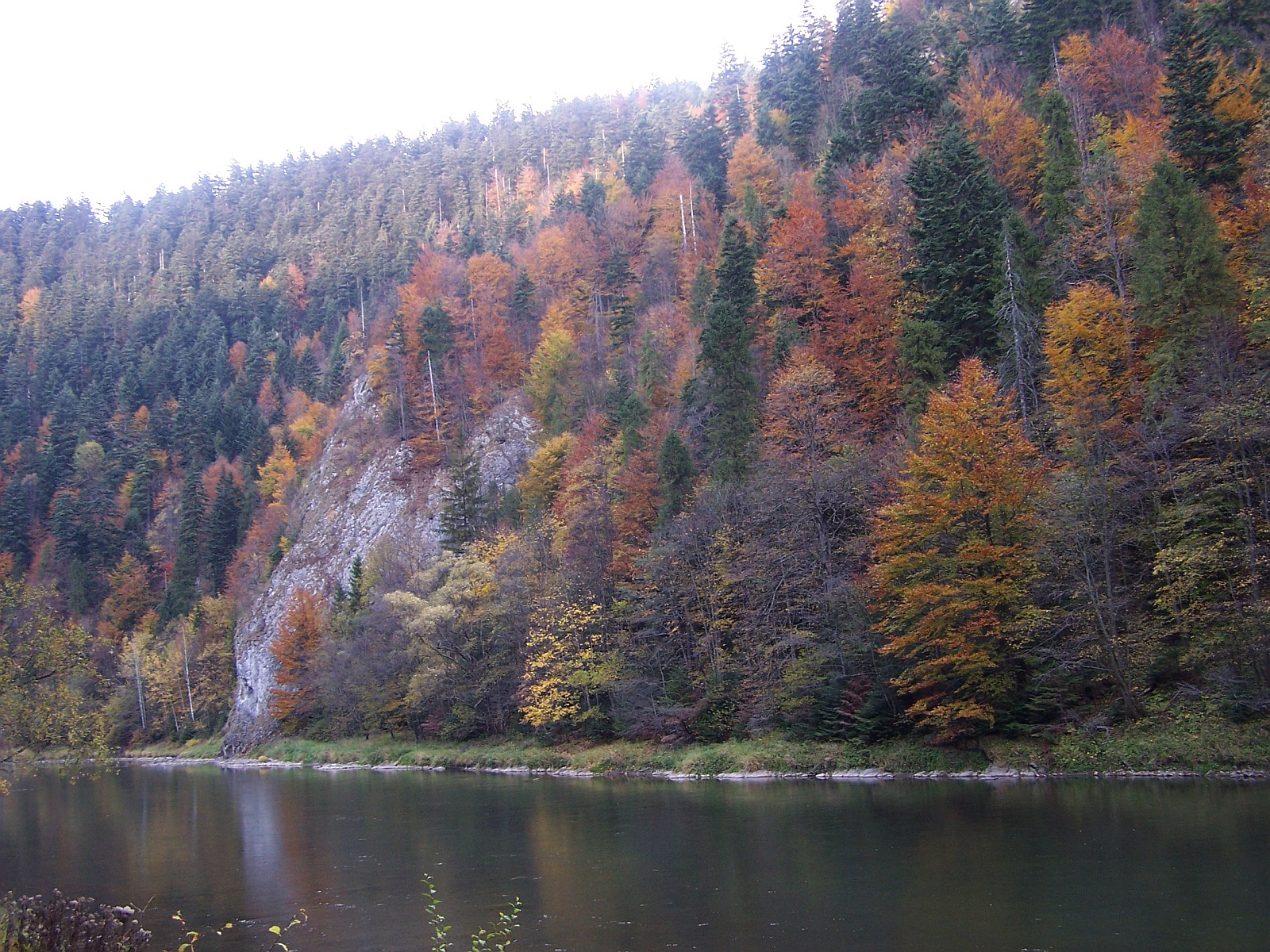
Świnia Skała, widok z Drogi Pienińskiej

Świnia Skała – skała położona w masywie Trzech Koron. Ma ok. 100 m wysokości, a wznosi się na wysokość ok. 560 m n.p.m. Znajduje się na lewym brzegu Dunajca, poniżej Zbójnickiego Skoku. Jest widoczna z przełomu Dunajca i Drogi Pienińskiej, nie jest dostępna turystycznie. W Świniej Skale znajduje się jaskinia Lisia Jama o długości 16,5 m i deniwelacji 14 m, pokryta w końcowym odcinku dość grubą warstwą wapiennego mleka. Wejście do jaskini jest niewidoczne, zasłaniają go krzewy. Z rzadkich w Polsce roślin występuje tutaj tawuła średnia, w Polsce znana jedynie z kilku stanowisk.
Skała zbudowana jest z wapieni rogowcowych, a jej podstawa zanurzona jest w wodzie. Nazwę nadali skale prawdopodobnie flisacy, którzy dawniej w górę rzeki ciągnęli tratwy siłą swoich mięśni. W tym miejscu u podstawy skały znajdowało się trudne do przejścia („świńskie”) miejsce.
Znajduje się w Pienińskim Parku Narodowym w granicach wsi Sromowce Niżne w województwie małopolskim, w powiecie nowotarskim, w gminie Czorsztyn.